# Moonsweat March
Moonsweat March este albumul de debut al formației românești de rock alternativ Kumm. A fost lansat în aprilie 2000, fiind înregistrat în studioul Glas Transilvan din Cluj. A primit premiul pentru cel mai bun debut al anului 2000 din partea revistei Musical Report și a fost nominalizat la secția „Cel mai bun album alternativ” la Premiile industriei muzicale românești. A beneficiat și de un videoclip, la piesa „Ce și cum”.
Chitaristul trupei, Oigăn, descria albumul într-un interviu ca fiind „cumva tributar anilor '70”, explicând „Am început cu un fel de rock jazz alternativ care s-a mai decantat pe parcurs.” Tot conform lui Oigăn, albumul nu se bucură de o calitate deosebită a sunetului.

## Lista melodiilor
1. „Small” - 3:30
2. „A Midwinternight's Dream” - 6:47
3. „Dancing on the Wires” - 5:45
4. „Marty” - 2:28
5. „Moonsweat March” - 8:44
6. „Ego-etno-TV-Personality” - 4:10
7. „Listen to My Songs” - 4:48
8. „Now and After” - 6:43
9. „Dictionary” - 3:59
10. „Secret Room” - 2:55
11. „Ce și cum” (melodie bonus) - 2:51

## Muzicieni[5]

### Formația
- Eugen „Oigăn” Nuțescu – voce, chitară, chitară bas
- Kovács András – clape
- Csergö Dominic – tobe, percuție
- Meier Zsolt – saxofon

### Invitați
- Janitsek Bori – violoncel
- Mákkai David – contrabas